# Макс і бляхарі
«Макс і бляхарі» — кінофільм режисера Клода Соте. Екранізація однойменного роману Клода Нерона.

## Сюжет
Макс не був звичайним поліцейським. Нав'язлива ідея затримання злочинців «на гарячому» не давала йому спокійно працювати. Стримано і сумно він терпів глузування товаришів по службі, поки випадкова зустріч зі старим приятелем не відкрила перед колишнім суддею-невдахою спокусливу перспективу все-таки домогтися свого. Абель, (так звали приятеля Макса), десять років прослужив у Французькому Іноземному легіоні в Індокитаї і в Алжирі, а тепер у складі банди «бляхарів» промишляв крадіжками металобрухту і викраденням автомобілів. Абель був звичайним дрібним шахраєм, але Макс, в ім'я «торжества законності», як він її розумів, вирішив спровокувати Абеля і його дружків-хуліганів на серйозне пограбування банку. «Божевільний Макс» впевнено вважав, що «мета виправдовує засоби», але непередбачувана і хвилююча пристрасть непримиренного борця зі злочинністю до вуличної повії Лілі внесла трагічні корективи в його плани…

## У ролях
- Мішель Пікколі — Макс
- Ромі Шнайдер — Лілі
- Жорж Вільсон — комісар
- Бернар Фрессон — Абель Мареско
- Франсуа Пер'є — Росінскі
- Бобі Лапуант — Малюк Лу
- Мішель Кретон — Робер Сайдані
- Анрі-Жак Юе — Дромадер